# Adrian Ilie (1981)
Nezaměňovat s jiným rumunským fotbalistou shodného jména - Adrian Ilie (1974).
Adrian Ilie (* 26. listopadu 1981, Jasy) je rumunský fotbalový útočník, v současnosti bez angažmá.

## Klubová kariéra
Ilie hrál postupně v rumunských klubech FC Politehnica Iași, FC Politehnica Timișoara, CS Jiul Petroșani. V roce 2011 odešel na doporučení bývalého hráče FC Universitatea Craiova Saliha Jabera do iráckého klubu FC Zakho.